# Sarcohyla hapsa
A Sarcohyla hapsa a kétéltűek (Amphibia) osztályának békák (Anura) rendjébe és a levelibéka-félék (Hylidae) családjába, azon belül a Hylinae alcsaládba tartozó faj.

## Előfordulása
A faj Mexikó endemikus faja. 1280–2550 m-es tengerszint feletti magasságban, elsősorban fenyvesekben és tölgyerdőkben honos.